# Irondale, Alabama
Irondale là một thành phố thuộc quận Jefferson, tiểu bang Alabama, Hoa Kỳ. Dân số năm 2009 là 9778 người, mật độ đạt 218 người/km².